# Powódź w Polsce (1924)
Powódź w Polsce w 1924 roku – klęska żywiołowa powodzi, która dotknęła większość terenów Polski na początku wiosny 1924.
Z brzegów wystąpiła Wisła. W jej biegu płynęła kra, wraz z którą zmieszane były zabrane po drodze elementy domostw, linii kolejowych i mostów. Pod Modlinem rozbijano zatory lodowe przy użyciu artylerii. Na odcinku rzeki od Warszawy do Włocławka wzdłuż jej biegu zalany był pas szerokości 3-5 km. We Włocławku poziom rzeki wzrósł o trzy metry. W tym rejonie odnotowano ofiary śmiertelne. W okolicach Torunia mimo prób zapobieżenia woda wylała się zalewając dolinę Ciechocinka. W rejonie Gdańska ruch kolejowy odbywał się przez wodę. Zalaniu uległa Bydgoszcz.
Linia kolejowa Lwów-Warszawa była wyłączona wskutek zniszczenia nasypów kolejowych. Oprócz Wisły wylały rzeki Brda, Narew, San, Warta, Dniestr, Prut. W całym kraju było wiele zerwanych mostów i podmytych nasypów.